# Dominique Bianchi
Pour les articles homonymes, voir Bianchi.
Dominique Bianchi, né le 21 janvier 1864 à Alfedena (Italie) et mort le 16 avril 1912 à Madrid, est un sculpteur français d'origine italienne.

## Biographie
Dominique Bianchi est né le 21 janvier 1864 à Alfedena (Italie) et se fit plus tard naturaliser français. Il fut élève de Hiolin, d'Alexandre Falguière et d'Albert Maignan. Il exposa au Salon des artistes français de 1897 à 1911, et obtint une mention honorable en 1898, une médaille de bronze à l'Exposition universelle de 1900, et une troisième médaille en 1910. Il est mort en avril 1912 ; il habitait alors à Paris au 5, rue Alexandre-de-Humboldt.

## Œuvres
- Portrait de la mère de l'artiste. Buste en marbre. Salon de 1897 (n° 2713).
- Peintre de masques. Statuette en plâtre. Salon de 1898 (n° 3166). Cette statuette reparut en bronze au Salon de 1907 (n° 2547).
- Statuette en marbre. Salon de 1899 (n° 3225).
- Portrait de Mlle L. T… Buste en plâtre. Salon de 1901 (n° 3003).
- Le Lys. Haut relief en marbre. Salon de 1902 (n° 2260).
- Portrait de Mme D. Bianchi. Buste en marbre. Salon de 1903 (n° 2541).
- Oiseleur. Statuette en marbre et en bronze. Salon de 1906 (n° 2854). Le modèle en plâtre a figuré au Salon de 1904 (n° 2676).
- Le Petit chat. Statue en marbre appartenant à la Ville de Paris. Salon de 1910 (n° 3300). Le modèle en plâtre a été exposé au Salon de 1909 (n° 3009).
- La Délaissée. Statuette en plâtre. Salon de 1911 (n° 3118).